# Guillaume Brun
Pour les articles homonymes, voir Brun.
Guillaume Brun est un médecin et juge du XVe siècle, né à Toulouse en 1430, mort à Montpellier en 1509.

## Biographie
« Guillaume Brun est né à Toulouse en 1430 dans une riche famille de commerçants; il est docteur en droit à 19 ans et fait médecine dans la foulée. Il fait ses premiers pas dans la magistrature à Verdun-sur-Garonne où il est nommé juge en 1452. La charge ne lui fut pas très lourde, même s'il n'est rien de plus compliqué que les limites et l'organisation administrative des « jugeries » de Rivière et de Verdun. Son parcours l'amènera tout à la fois à Toulouse où il fut Capitoul, à Montpellier et à la cour, mais il gardera son domicile à Verdun, malgré les nombreuses pressions. Dans sa jeunesse, il a l'occasion de rencontrer le Dauphin Louis, le futur Louis XI dont il sera l'un des médecins » (Michel Suspène).